# Трайзен
Трайзен ( нім. Traisen ) — річка в Австрії,  права притока Дунаю, протікає у межах землі Нижня Австрія. На річці є кілька гідроелектростанцій. Довжина річки - 80 км, площа водозбору - близько 1000 квадратних кілометрів. Водозбір річки включає Північні Вапнякові Альпи. Трайзен утворюється злиттям двох річок (Türnitzer Traisen і Unrechttraisen), що беруть свій початок у Санкт-Егід-ам-Нойвальді та Тюрніц в окрузі Лілієнфельд . Річка тече на північ через Лілієнфельд, Трайзен, Вільгельмсбург, Санкт-Пельтен, Херцогенбург . Впадає в Дунай у Трайсмауера, нижче за ГЕС Альтенверт. При будівництві греблі гідроелектростанції, гирло Трайзена було перенесено на вісім кілометрів на схід і річка в нижній течії протікала 12,5 кілометрів на схід по прямому штучному руслу. Протягом 2013-2016 років на цій ділянці були створені наближені до природних ландшафти русла та заплави річки
Трайзен приймає велику праву притоку Гельзен. У нижній течії у долині річки знаходяться виноградники. На річці часто трапляються повені.
Назва річки Трайзен походить від кельтського слова tragisamā, що означає «дуже швидкий». Назва записана на римському камені, знайденому у Санкт-Пельтені.
Річка, у свою чергу, прямо чи опосередковано дала назву сусіднім містам. Наприклад, вона дала назву безпосередньо Трайзену та Трайсмауеру, що розташовані у гирлі, а в більш ранні часи також і також Санкт-Пельтену, назву якого Treisma ad monasterium Sti. Ypolit, датовану 976 роком також пов'язують із річкою.